# Marina Inoue
Marina Inoue (井上 麻里奈, Inoue Marina, Tóquio, 20 de janeiro de 1985) é uma dubladora e cantora japonesa, afiliada da Sigma Seven.

## Trabalhos

### Anime
2004
- Gakuen Alice (Misaki Harada)
- Tactics (Rosalie)
- Tsukuyomi: Moon Phase (Kōhei Morioka (criança))
- Yakitate!! Japan (Kanmuri Shigeru)

2005
- Ginban Kaleidoscope (Mika Honjō)
- Hell Girl (Kaoruko Kurushima)
- The Law of Ueki (vários papéis pequenos)

2006
- 009-1 (Mia Connery (009-7))
- D.Gray-man (Elda)
- Kiba (Rebecca)
- Nerima Daikon Brothers (Karakuri Yukika)
- Zegapain (Minato)

2007
- Baccano! (Eve Genoard)
- Bakugan Battle Brawlers (Akira, Ryo, Jewls/Nae, Konba, Rabeeder/Shire)
- El Cazador de la Bruja (Lirio)
- Gakuen Utopia Manabi Straight! (Mutsuki Uehara)
- Getsumen To Heiki Mina (Mina Tsukuda, Mina Tsukishiro)
- Hayate the Combat Butler (Wataru Tachibana, Shion Kuresato)
- Magical Girl Lyrical Nanoha Strikers (Erio Mondial)
- Minami-ke (Kana Minami)
- Mushi-Uta (Kasuou)
- Moetan (Shizuku)
- Ōkiku Furikabutte (Ruri Mihashi)
- Sayonara Zetsubō Sensei (Chiri Kitsu)
- Shakugan no Shana Second (Pheles)
- Suteki Tantei Labyrinth (Rakuta Koga)
- Tengen Toppa Gurren Lagann (Yoko)
- Toward the Terra (Seki Leigh Shiroei)

2008
- Akaneiro ni Somaru Saka (Tsukasa Kiryu)
- Amatsuki (Tsuruume)
- Kyōran Kazoku Nikki (Madara)
- Minami-ke: Okawari (Kana Minami)
- Sekirei (Tsukiumi)
- Someday's Dreamers: Summer Skies (Honomi Asagi)
- Skip-Beat! (Kyōko Mogami)
- Toshokan Sensō (Iku Kasahara)
- Zoku Sayonara Zetsubō Sensei (Chiri Kitsu)

2009
- Hayate the Combat Butler 2nd Season (Wataru Tachibana)
- Kämpfer (Natsuru Senō)
- Minami-ke: Okaeri (Kana Minami)
- Maria Holic (Matsurika Shinōji)
- Metal Fight Beyblade (Hikaru Hasama)
- Umineko no Naku Koro ni (Jessica Ushiromiya)
- Valkyria Chronicles (Alicia Melchiott)
- Zan Sayonara Zetsubō Sensei (Chiri Kitsu)

2010
- Cobra the Animation (Ellis Lloyd)
- Highschool of the Dead (Rei Miyamoto)
- Major (Sophia Reed)
- Marvel Anime: Iron Man (Aki)
- Metal Fight Beyblade Baku (Hikaru Hasama)
- Sekirei: Pure Engagement (Tsukiumi)
- Tensou Sentai Goseiger (Metal Alice of the Agent)
- Uragiri wa Boku no Namae o Shitteiru (Touko Murasame)
- Yumeiro Patissiere (Francoise)
- Black Butler II (Luka Macken)

2011
- Boku wa Tomodachi ga Sukunai (Yozora Mikazuki)
- Freezing (Chiffon Fairchild)
- IS (Infinite Stratos) (Laura Bodewig)
- Kämpfer für die Liebe (Natsuru Senō)
- Maria Holic Alive (Matsurika Shinōji)
- Metal Fight Beyblade 4D (Hikaru Hasama)
- Oniichan no Koto Nanka Zenzen Suki Janain Dakara ne!! (Iroha Tsuchiura)[2]
- Rio: Rainbow Gate! (Rio Rollins Tachibana)
- Sket Dance (Momoka Kibitsu)
- Softenni (Sumino Kiba)
- Digimon Xros Wars: The Young Hunters Who Leapt Through Time (Tagiru Akashi)
- Kyoukai Senjou no Horizon (Nate Mitotsudaira)

2012
- Smile PreCure! (Nao Midorikawa/Cure March)
- Kyoukai Senjou no Horizon II (Nate Mitotsudaira)
- Hagure Yuusha no Estetica (Haruka Nanase)
- Shakugan no Shana Final (Pheles / Saihyō Firesu)
- Danball Senki W (Ami Kawamura)
- Chousoku Henkei Gyrozetter (Kakeru Todoroki)

2013
- Attack on Titan (Armin Arlert, Narrator)
- Boku wa Tomodachi ga Sukunai NEXT (Yozora Mikazuki)
- Date A Live (Tohka Yatogami)
- Minami-ke: Tadaima (Kana Minami)
- Yahari Ore no Seishun Love Come wa Machigatteiru (Yumiko Miura)
- IS (Infinite Stratos) Season 2 (Laura Bodewig)
- Kill la Kill (Maiko Ōgure)
- Inu to Hasami wa Tsukaiyou (Kirihime Natsuno)
- Galilei Donna (Anna Hendrix)

2014
- Buddy Complex (Anessa Rossetti)
- Date A Live II (Tohka Yatogami)
- No-Rin (Kochou Yoshida)
- Oneechan ga Kita (Marina Mochizuki)
- The Irregular at Magic High School (Mari Watanabe)
- Wizard Barristers: Benmashi Cecil (Quinn Erari)
- Infinite Stratos 3 (Laura Bodewig, Jiko Kamajiwa)
- Hunter X Hunter (Amane)

2015
- Rin-ne (Sakura Mamiya)

### OVA e filmes
- Aura: Maryūinkōga Saigo no Tatakai (Yumina Ōshima)
- Broken Blade (Narvi)
- Hayate the Combat Butler (Wataru Tachibana)
- Goku Sayonara Zetsubou Sensei (Chiri Kitsu)
- Kite Liberator (Monaka Noguchi / Sawa)
- Le Portrait de Petit Cossette (Cossette d'Auvergne)
- Negima: Ala Alba (Kotaro Inugami)
- Tokyo Marble Chocolate (Miki)
- X-Men: The Last Stand (Shadowcat)

### Jogos
- Atelier Ayesha: The Alchemist of Dusk (Ayesha Altugle)
- Persona 3 Portable (Female Protagonist)
- Angel Profile (Teresa)
- Arcana Heart 2 (Petra Johanna Lagerkvist)
- Blue Dragon (Shu)
- Chaos Rings (Musiea)
- Dead or Alive Paradise (Rio Rollins Tachibana)
- Elsword (Elesis)
- Gakuen Utopia Manabi Straight! Kirakira Happy Festa (Mutsuki Uehara)
- Getsumen To Heiki Mina -Futatsu no Project M- (Tsukuda Mina, Tsukishiro Mina)
- Genso Suikoden: Tsumugareshi Hyakunen no Toki (Murat)
- Granado Espada (versão japonesa) (Calypso/Calyce)
- Hayate no Gotoku! Boku ga Romio de Romio ga Boku de (Wataru Tachibana)
- Final Fantasy Type-0 (Caetuna)
- Lufia: Curse of the Sinistrals (Selan)
- No More Heroes (video game) (Sylvia Christel)
- No More Heroes 2: Desperate Struggle (Sylvia Christel)
- No More Heroes: Heroes' Paradise (Sylvia Christel)
- Sorairo no Fūkin -Remix- (Floria)
- Street Fighter X Tekken (Christie Monteiro)
- 2nd Super Robot Wars Z (Yoko)
- So Ra No Wo To: Otome no Quintet (Kyrie Kuon)
- Steal Princess (Anis)
- Tales of Graces (Kohak Hearts, Kamenin, Dark Kamenin)
- Tales of Hearts (Kohak Hearts)
- Tales of VS. (Kohak Hearts)
- Tales of the Heroes: Twin Brave (Kohak Hearts)
- Valkyria Chronicles (Alicia Melchiot)
- Dissidia Final Fantasy: Opera Omnia (Sherlotta)